# François Gacon
Pour les articles homonymes, voir Gacon.

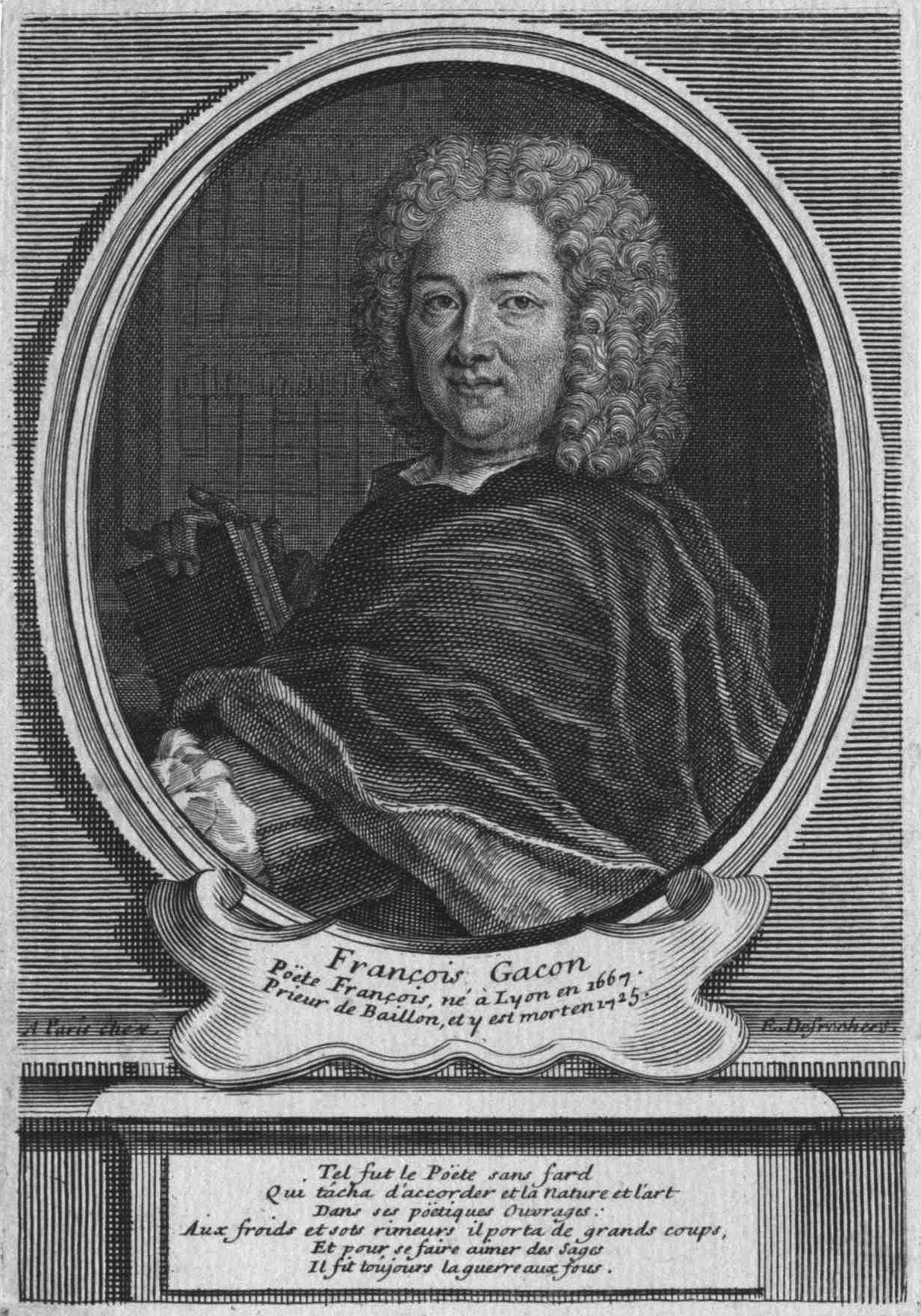
Etienne Jehandiers Desrochers, portrait de François Gacon

François Gacon, dit « le Poète sans fard », né à Lyon le 16 février 1667 et mort le 15 novembre 1725 au prieuré de Baillon près de Asnières-sur-Oise, est un poète satirique français.

## Biographie
Contrairement au vœu de son père, Pierre Gacon, négociant à Lyon, François Gacon entre dans la Congrégation de l'Oratoire pour y suivre des cours de philosophie et de théologie. 
Il abandonne rapidement l'état ecclésiastique pour se consacrer à l'exercice littéraire en vogue dans ce siècle, la satire et la critique. Il est connu pour ses satires contre Jean-Baptiste Rousseau, Houdar de La Motte, Boileau, Bossuet, Voltaire et beaucoup d’autres. Jean-Pierre Niceron a dit de lui : 

« Il ne paraissoit aucun ouvrage sur le théâtre, soit comédie, soit opéra que le Poète sans Fard ne lâchât une épigramme ou contre l’auteur, ou contre la pièce, souvent même avant qu’elle eut été représentée. Enfin toujours prêt à attaquer et à se défendre, il se mêla indistinctement à toutes les disputes littéraires de son temps. »

Les quatrains qui ornent en sous-titres les nombreux portraits gravés par Étienne Jehandier Desrochers ont été, pour une large part d'entre eux, composés par François Gacon. On trouve le portrait de Gacon par Desrochers dans le Recueil des portraits des personnes qui se sont distinguées tant dans les armes que les belles lettres et les arts, comme aussi la famille royale de France et autres cours étrangères (1726).
Il fut admis à l'Académie de Lyon, mais ne s'y rendit jamais. On lui décerne en 1717 le prix de l'Académie française pour son Ode sur la constance de Louis XIV dans la perte de ses enfants mais les académiciens honteux de leur choix refusent de lui remettre solennellement son prix. 
En février 1723, l'archevêque de Cambray le nomme membre du prieuré de Baillon, prieuré qu'il ne quitte que le jour de son décès le 15 novembre 1725. 

## Publications
- Apologie pour M. Despréaux, ou Nouvelles satyres contre les femmes (1695)
- Le Poëte sans fard, ou Discours satyriques sur toutes sortes de sujets, 2 vol.in-12, dont les traits de satyre lui valurent quelques mois de prison[5] (1696)
- Anti-Rousseau ou Histoire satyrique de la vie & des ouvrages de Rousseau, en vers & en prose, 1 vol.in-12 (1712)
- Les Odes d'Anacréon et de Sapho en vers françois (1712)
- Dissertations sur les ouvrages de monsieur de La Motte. Premiere dissertation, ou Idée generale des ouvrages de cet auteur, tirée de la preface de ses reflexions sur la critique. Seconde dissertation, sur un auteur de poëtique posé par cet auteur ; et sur le discours de Diomede à Agamemnon, censuré par le même (1715) Texte en ligne
- Homère vengé, ou Réponse à M. de La Motte sur l’Iliade (1715). Réédition : Slatkine, Genève, 1971.
- Histoire satirique de la vie et des ouvrages de M. Rousseau, en vers ainsi qu’en prose  (1716)
- Le Journal satirique intercepté, ou Apologie de M. Arrouet de Voltaire et de M. Houdart de La Motte (1719)
- Le Secrétaire du Parnasse au sujet de la tragédie d’Inès de Castro ; et souscriptions désintéressées (1723-1724)

### Bases de données et dictionnaires
- Ressource relative aux beaux-arts :   - British Museum
- Notice dans un dictionnaire ou une encyclopédie généraliste :   - Deutsche Biographie
- Notices d'autorité :   - VIAF
  - ISNI
  - BnF (données)
  - IdRef
  - LCCN
  - GND
  - Belgique
  - Pays-Bas
  - Pologne
  - Israël
  - Vatican
  - Portugal
  - WorldCat